# Gustav Kober

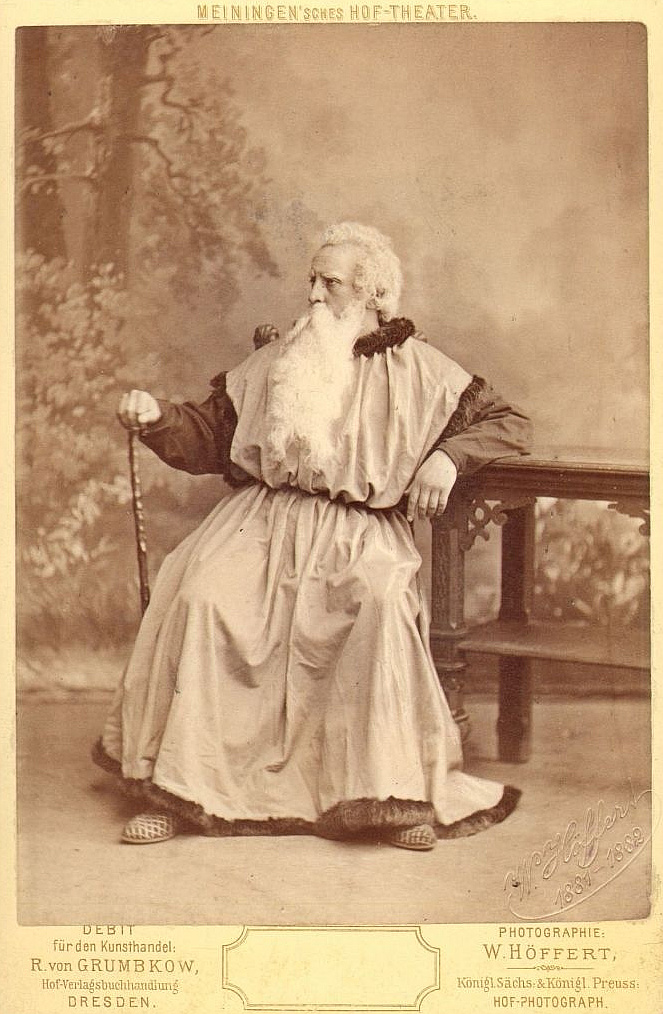
Gustav Kober (1881) als Attinghausen in Schillers Wilhelm Tell

Gustav Kober (* 21. April 1849 in Wien; † 3. September 1920 in Wiesbaden) war ein österreichischer Schauspieler.

## Leben
Gustav Kober wurde als Sohn eines Kaufmanns geboren.  Im Anschluss an eine private Schauspielausbildung bei Emilie Door in Wien debütierte er 1868 am Elysium-Theater in Stettin. Nach einer Tätigkeit am Deutschen Aktientheater in Pest  (heute Teil von Budapest, Ungarn) schloss sich von 1872 bis 1877 ein Engagement an das Thalia Theater in Hamburg an. Von 1877 bis 1881 trat er am damaligen Meininger Hoftheater auf. Während dieser Jahre nahm er an 18 Gastspielreisen der „Meininger“ teil. Seit dieser Zeit in Meiningen verband ihn eine lebenslange Freundschaft mit dem Schauspielerkollegen Josef Kainz.
Nach einem Engagement  an das Residenztheater in Berlin kehrte er ab 1884 wieder für zwei Jahre an das Thalia Theater zurück. Weitere Stationen waren Prag (Deutsches Landestheater) und Berlin (u. a. Lessingtheater und Theater des Westens). Anschließend  führten Gustav Kober verschiedene Gastspielreisen ab 1896 nach Holland, England, Russland und den Vereinigten Staaten von Amerika. Von 1905 bis 1915 war er Mitglied des Ensembles am Neuen königlichen Hoftheater in Wiesbaden.
Er spielte während seiner Theaterkarriere viele Hauptrollen. So unter anderem den König Philipp in Schillers Don Carlos, den Shylock in Shakespeares Der Kaufmann von Venedig und den Franz Moor in Schillers Die Räuber.
Gustav Kober ist der Vater des Schauspielers Erich Kober (1885–1955).